# Кортолецис, Фриц
Фриц Кортолецис (нем. Fritz Cortolezis; 21 февраля 1878, Пассау — 13 марта 1934, Бад-Айблинг) — немецкий дирижёр и композитор.
Учился в Мюнхене у Людвига Тюйе и Феликса Мотля. Работал в Регенсбурге и Нюрнберге, в 1907—1912 гг. возглавлял Мюнхенский Ораториенхор, в начале 1910-х гг. гастролировал по Великобритании с оперной компанией Эрнста Денхофа. В 1913—1925 гг. возглавлял Баденскую придворную капеллу, в 1925—1929 гг. генеральмузикдиректор Бреслау, затем работал в Баден-Бадене. Был дружен с Рихардом Штраусом и, по мнению некоторых, принадлежал к числу выдающихся интерпретаторов его музыки.
Написал по меньшей мере две комические оперы: «Запрещённый смех» (нем. Das verfemte Lachen; 1924) и «Потерянный гульден» (нем. Der verlorene Gulden; 1928).